# 東方時空
東方時空（とうほうじくう、中国語: 东方时空、英語: Oriental Horizon）は、中国中央電視台で放送されているワイドショー番組。1993年5月1日放送開始。当初は各種エンターテイメントの情報を総合的に取り扱っていたが、後にニュースを中心に改めた。
CCTV-13ニュース専門チャンネルで毎日20:00から20:55まで（中国標準時）放送されている。広告有。CCTV-13チャンネルのほか、CCTV-1・CCTV-2・CCTV-3チャンネルでも放送されている。(特別期間のみ）